# (51895) Biblialexa
(51895) Biblialexa est un astéroïde de la ceinture principale.

## Description
(51895) Biblialexa est un astéroïde de la ceinture principale. Il fut découvert le 19 août 2001 à l'Observatoire d'Ondřejov par Petr Pravec et Peter Kušnirák. Il présente une orbite caractérisée par un demi-grand axe de 3,01 UA, une excentricité de 0,09 et une inclinaison de 11,0° par rapport à l'écliptique.

## Compléments